# ワシリー・カメンスキー
ワシリー・ワシリエヴィチ・カメンスキー（ロシア語: Василий Васильевич Каменский,英語: Vasily Vasilevich Kamensky、1884年グレゴリオ暦4月17日、ユリウス暦4月5日 - 1961年11月11日）は、20世紀初頭のロシア、ソ連のロシア未来派（ロシア・アヴァンギャルド）の詩人、脚本家、芸術家。文学団体「立体未来派」の創始者の一人。また、最初のロシアの飛行家の一人。

## 生涯
1884年、ペルミ地区で、シュヴァロフ伯爵所有の金鉱の査察官であった父ワシリー・フィリポヴィチ・カメンスキー（1852年1月14日生）と、母エヴストリア・ガブリーロヴナの間に生まれる。母方の祖父ガブリエル・イシドロヴィチ・セレブレニコフが船長をつとめる、カーマ川を航行する汽船のうちの一隻の船室で生まれた。ウラルのボロフスコエ村で暮らしたのち、5歳にもならないうちに両親を失い、以後、母方の叔母アレクサンドラ・ガブリロヴナ・トルショヴァとペルミで暮らした。 叔母の夫グリゴーリー・セミョーノヴィチ・トルショフ（1899年6月12日死去）は、リュビモフタグボート会社のマネージャーとして、川で蒸気タグボートを操縦していた。ワシリーは後に「私のすべての子ども時代は、カーマ川の波止場にある家で、汽船、はしけ、いかだ、ボート、沖仲仕、水夫、はしけの船頭、船長たちに囲まれて過ぎて行った...」と書いた。
早く生計を立てなければならず、1900年にカメンスキーは学校を去り、1902年から1906年まで鉄道会計部門の事務員として働いた。そのあいだ、1904年には新聞『ペルミ地方』に寄稿し始め、詩や短評を発表した。新聞を通して地元のマルクス主義者と会い、カメンスキーは進歩派政治志向を発展させた。同時に、演劇にも関心を持ち、役者として演劇団と共にロシア中を旅した。ウラルに戻ったとき、カメンスキーは鉄道修理工場で扇動活動を行い、1905年にニジニ・タギル駅でストライキ委員会を率いた結果、禁固刑を宣告された。釈放されると、イスタンブールとテヘランに旅行した。この近東旅行からの印象は、後の作品に反映されることとなった。
1906年にモスクワに出て、翌1907年、サンクト・ペテルブルクでの入学証明書の試験に合格し、農学を学び、1908年からジャーナリストで出版社を経営するN.G.シェブーエフの招待を受けて、雑誌『春』の副編集長として働き始め、著名な大都市の詩人や未来派（カメンスキーが絵画を学んだダヴィド・ブルリュークやヴェリミール・フレーブニコフなど）を含む作家らと知り合う。カメンスキー、ブルリューク、フレーブニコフの3名は、1910年4月、アンソロジー『裁判官の飼育場』刊行に協力し、1911年には、最初の未来派グループ「ギレヤ」の結成に立ち会った。そのすぐあとに、「ギレヤ」にはアレクセイ・クルチョーヌイフ、ウラジーミル・マヤコフスキー、ベネディクト・リフシッツらも参加することとなった。
このあいだ、1910年にカメンスキーは彼の最初の散文作品である小説『泥小屋』を公開し、それは「都市の生命が自然の喜びと美しさのために捨てられている」作品であったが、好評を得ることはなかったため、さらなる文学的な努力を一時的に思いとどまらせた。

### 飛行士として
カメンスキーは全国を旅するためにモスクワを発った。飛行士カメンスキーは、1911年、飛行術を勉強するためにベルリンとパリを訪れ、その帰路でロンドンとウィーンを訪ねた。ワルシャワの飛行学校「アヴィアータ」でハリトン・スラヴォロソフに師事した。カメンスキーは、革新的な詩『雌牛とのタンゴ』を師に捧げた。「私たちは、国の発見者であり、空気の征服者である。」
自伝小説『愛好家の道』の中で、彼は次のように書いている。
飛行士の中で、最も素晴らしく、最も才能のある記録保持者、私は教師インストラクターとしてスラヴォロソフを選んだ。私の目には、飛行機。耳の中のモーターの音楽。鼻の中には、絶縁テープのポケットの中のガソリンと廃油の匂い。夢の中には、将来のフライト。
スラヴォロソフと私とは特別なサーカススタイルの音楽家だった。彼は1本の弦で美しく演奏し、葉巻の箱から棒を引いて、そして私はアコーディオンで、決して離れることはなかった。一般的に、地上での飛行士は小学生のように楽しかったが、飛行機にはほとんど触れなかった。再び飛行する時が来た。顔は集中した意志を反映し、短い動き、決断力、けち、穏やかな言葉、落ち着き、抑制。ワシリーは、経験豊富な指導者のもと、飛行士の称号の試験に合格した。
全世界にキスする準備ができたので、先生のスラヴォロソフにキスをした。

スラヴォロソフは海外大会に出かけたので、夏は悪魔のように雲の下に登った。春には、「さようなら」。スラヴォロソフと私は「春の航空シーズンの幕開け」を企画し、多くの観客を集めた。翌日、ロシアのすべての新聞からの電報が、「美に満ち、勇気にあふれた」私たちの飛行を発表した。これらは確かに並外れた技術を持つスラヴォロソフによる飛行だった。そして、私は父親の後に居る男の子のように彼の後に手を伸ばしていた。
その後、しばらくの間は、カメンスキーは飛行士として活動した。彼は、ロシア国内で最初にブレリオXI単葉機を習得した飛行士の一人であった。 ロシア語の「самолёт サマリョート＝飛行機」という言葉を日常語として流通させたのはまさにカメンスキーだった。カメンスキー以前は、飛行機は「аэроплан アエラプラン＝飛行機」としか呼ばれていなかった。1912年4月29日、飛行機事故を起こし、カメンスキーは以後の飛行を断念した。

### 革命前の活動
ペルミから40 km離れたカメンカ農場の邸宅に2、3年住み、1913年にモスクワに戻る。立体未来派に加わり、活動に精力的に参加した。同時期、カメンスキーはマヤコフスキーやブルリュークとともに、講演旅行でロシア中を回っている。 後には自身の未来的な作品を頻繁に朗読した。1914年に詩集『雌牛とのタンゴ』を出版し、1915年には、17世紀の反逆者に関する長詩『ステンカ・ラージン』を作る。
1916年、ペンザ近郊のキチキレイカの村に居住し、ここで幾つかの詩を書き、『ステンカ・ラージン』の詩を書いた。エンジニアのA.ヤコブレフやK.ツェゲとともに、飛行機の改良やスノーモービルの設計にも携わっていた。
また、カメンスキーは芸術家として、1909年の「印象派」展から活動を始め、1910年のペテルブルクにおける「トライアングル」展にも参加した。 1913年にはペルミで現代絵画の展覧会を組織した。 1914年、モスクワでの展覧会「No. 4」展で、グラフィックと言葉を融合させた「鉄筋コンクリート詩」を発表。彼はまた、未来派末期の展覧会である1915年ペテルブルクにおける「左派芸術展」と「0.10」展、および1917年モスクワにおける「ダイヤのジャック」展にも参加した。

### 革命後の活動
カメンスキーは、他の未来主義者と同じく、1917年の十月革命を歓迎し、モスクワ・ソビエトの労働者と兵士の代理に選出された最初の作家の一人だった。赤軍で文化活動を実施。 11月、カメンスキーは、モスクワのパン屋であるフィリッポフ（彼の店は二月革命と1905年のモスクワ蜂起における闘争拠点だった）を説得し、詩人のための小さなカフェを助成かつ組織する。1919年、彼は『ステンカ・ラージン』を劇へと改作した。ロバート・リーチは、以下のように書いている。
この最も説得力のあるバージョンは、モスクワのヴヴェデンスキー人民の家で発表されたときに、非常に強い印象を与えた。

ステンカ・ラージンはモスクワ芸術座のニコライ・ズナメンスキーが演じた。この劇は、パヴェル・クズネツォフが魅力的な幼稚かつ原始的なスタイルで構成され、フセヴォロド・メイエルホリドの元生徒アルカディ・ゾノフと、ヴェラ・コミサルジェフスカヤにちなんで名付けられた劇場の元コミサルジェフスキーのパートナーであるワシリー・サクノフスキーが監督した。ある批評家は、「大成功」と書いたが、それは少なくとも「通りとサーカスが混み合っている」ことを根拠とした。演劇は完全に直接的かつ簡素な形式を採用しており、道化には満ちているが、未来派の方法的主張は最小限のものしか打ち出さず、どこか民話の味わいを表現していた。
以後は、カメンスキーの活動は縮小していく。
1923年に、カメンスキーはマヤコフスキーの組織したレフグループのメンバーとなったが、特に大きな役割を果したわけではなかった。1931年には、回想録『愛好家の道』を執筆。また、同年、愛国詩『エメリャン・プガチェフ』を、1934年には『イワン・ボロトニコフ』を執筆した。
1930年代の終わり頃から、カメンスキーは血栓性静脈炎を患い、両脚を切断した。この頃、カメンスキーはヴァレリー・チカロフと親しくなった。しかし、1938年チカロフは事故死。
1942年には、『マリアン・コヴァル』のオペラ台本を作成。これは、キーロフ劇場で上演され、1943年、スターリン賞を受賞した。
1948年4月19日、脳卒中を起こし、1961年に死ぬまで麻痺が続いた。なお、彼が1932年から1951年でペルミ地方のトロイツァの村に住んでいた家は現在ワシリー・ワシリエヴィチ・カメンスキー記念博物館になっている。これは、ペルミ地方で唯一の文学博物館である。
息子のアレクセイ・ワシリエヴィチ・カメンスキー（1927年-2014年）は画家であり、非順応的なグラフィックアーティストであり、モスクワの非公式アートの重要人物であった。

## 受賞
- 労働赤旗勲章（1944.4.17.）
- 栄誉勲章（1939.1.31.）

## 作品
- 泥小屋（1910年、物語）
- 着衣者たちに囲まれた裸者（1914年、アンドレイ・クラフツォフと共同出版した「鉄筋コンクリート詩」の文集）
- 雌牛とのタンゴ（1914年、詩集）
- 裸足の少女（1916年、詩集）
- ステンカ・ラージン（1916年、小説）[注釈 5][1]
- 彼の＝私の偉大なる未来主義者の伝記（1918年）
- ステンカ・ラージン（1919年、戯曲、1928年、小説）
- グリブシン家（1923年、映画脚本）
- ハート・ジョイスの27の冒険（1924年、小説）
- プーシキンとダンテス（1926年、戯曲）
- 愛好家の道（1931年、回想録）
- エメリャン・プガチェフ（1931年、詩）[注釈 6][1]
- イワン・ボロトニコフ（1934年、詩）[注釈 7][1]
- ウラルの詩（1934年、コレクション）
- 3つの詩（1935年、詩）
- 幸せの国（1937年、詩）
- パワー（1938年、詩による小説）[注釈 8]
- マヤコフスキーとの生活（1940年、回想録）